# Lun
Lun (que en rus vol dir 'arpella') fou un ekranoplà de la Unió Soviètica introduït a l'any 1987. La missió del Lun consistia en transportar i llançar 6 míssils antivaixell SS-N-22 Sunburn, per la qual cosa l'aeronau tenia una capacitat de càrrega de 90 tones. L'avió, de 79 metres de llargada, acabà sent l'únic de la seva classe, a causa de les grans reduccions de pressupost de l'exèrcit soviètic van, finalment, obligar a finalitzar el programa d'ekranoplans Lun. Fou l'ekranoplà capaç d'assolir major velocitat a la seva època.
Fins ara, el Lun és el seté avió d'ala fixa més gran mai construït.

## Especificacions

### Característiques generals
- Tripulació: 6 oficials i 9 tripulants.
- Capacitat de càrrega: 91 tones
- Longitud: 73,8 metres
- Envergadura: 44 metres
- Altura: 19,2 metres
- Superfície alar: 550 m²
- Pes en buit: 286 000 kg
- Pes màxim a l'enlairament: 380 000 kg
- Planta motriu: 8× turboreactors Kuznetsov NK-87.
- Empenyiment: 127,4 d'empenyment cadascun.

### Rendiment
- Velocitat màxima: 550 km/h (297 Kn - 342 Mph)
- Velocitat de creuer (Vc): 550 km/h (297 Kn - 342 Mph)
- Abast: 2000 km
- Sostre de vol: 5 metres (efecte terra).

### Armament
- Armes: 2 × Canons Pl-23 de 23 mm.
- Míssils: 6 × Llançadores de míssils antivaixell SS-N-22 Sunburn.[2]